# Magnolia fistulosa
Espèce
Statut de conservation UICN

 DD  : Données insuffisantes
Magnolia fistulosa est une espèce de plantes à fleurs de la famille des Magnoliaceae. C'est un arbre endémique de Chine.

## Description
C'est un arbre.

## Répartition et habitat
C'est une plante endémique de Chine.